# Chelsea Cassiopea Evali Bopulas
Chelsea Cassiopea Evali Bopulas (* 4. Mai 2000) ist eine malaysische Sprinterin, die sich auf die 400-Meter-Distanz spezialisiert hat.

## Sportliche Laufbahn
Erste internationale Erfahrungen sammelte Chelsea Cassiopea Evali Bopulas im Jahr 2017, als sie bei den Jugendasienmeisterschaften in Bangkok mit 12,55 s in der ersten Runde im 100-Meter-Lauf ausschied und auch über 200 Meter mit 26,02 s nicht über den Vorlauf hinauskam. 2023 belegte sie bei den Südostasienspielen in Phnom Penh in 3:39,89 min den vierten Platz mit der malaysischen 4-mal-400-Meter-Staffel sowie in 3:31,25 min auch mit der Mixed-Staffel. Anschließend wurde sie bei den Asienmeisterschaften in Bangkok in 45,56 s Fünfte in der 4-mal-100-Meter-Staffel. Im August schied sie bei den World University Games in Chengdu mit 57,05 s in der ersten Runde über 400 Meter aus und verpasste mit der Staffel mit 45,66 s den Finaleinzug und belegte mit der 4-mal-400-Meter-Staffel in 3:46,33 min den sechsten Platz. 2025 schied sie bei den World University Games in Bochum mit 56,36 s in der ersten Runde über 400 Meter aus und belegte mit der 4-mal-400-Meter-Staffel in 3:54,88 min den siebten Platz. Zudem verpasste sie mit der 4-mal-100-Meter-Staffel und mit der Mixed-Staffel jeweils den Finaleinzug.
In den Jahren 2021 und 2022 wurde Bopulas malaysische Meisterin im 400-Meter-Lauf.

## Persönliche Bestleistungen
- 200 Meter: 25,36 s (+0,4 m/s), 8. Dezember 2018 in Bandar Seri Begawan
- 400 Meter: 55,19 s, 27. April 2023 in Singapur